# Witsada
Witsada (gr. Βιτσάδα, tur. Pınarlı) – miasto na Cyprze, w dystrykcie Famagusta, 4 km na północny wschód od Maratowunos. De facto pod kontrolą  Cypru Północnego.